# Ciudadela (Chubut)
Ciudadela es un barrio comodorense en el departamento Escalante, provincia del Chubut, Argentina. Integra el aglomerado y municipio de Comodoro Rivadavia. Por su distancia de 11 km del centro del aglomerado urbano tiene un tratamiento especial respecto de otros que no están distanciados del núcleo urbano comodorense. También, es conocido como el "Barrio Gaucho" ya que es el único barrio en la ciudad que cuenta con fuertes referentes tradicionalistas argentinas y hace honor a dichas costumbres nacionalistas.

## Historia

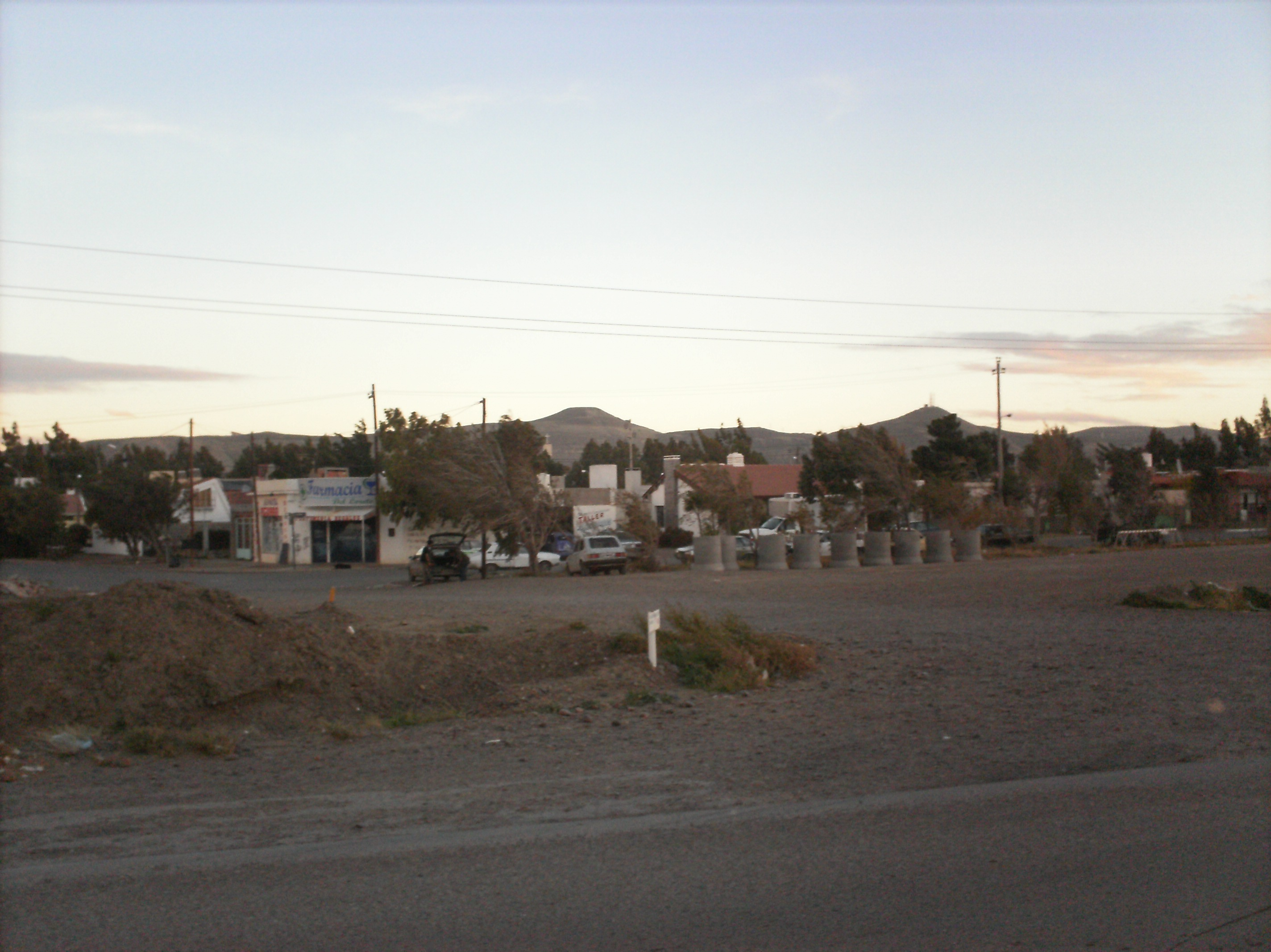
Vista parcial del barrio, observen su verdor.

Sus primeros habitantes fueron Francisco Martínez Requena, oriundo de Pololo, Almería, España, el 24 de marzo de 1902. Su esposa María Luisa Álvez, Argentina, oriunda de Pastos Blancos y su hijo Juan Francisco Martínez, nacido en Comodoro Rivadavia. Estos llegaron a Ciudadela luego que el General que Gobernaba en Comodoro Rivadavia, les exigió a todos los tamberos mudarse de la denominada La Loma (hoy Barrio Centro). Una vez allí armaron el Tambo de Los Martínez aproximadamente el 10 de marzo de 1944. Al tiempo llegan más familias como Enrique Mayoraz, Roberto Quintas, Ovidio Zandomeni, Juan Andrade, Pedro Vidal, entre muchos más, iniciaron los pedidos por un loteo en ese sector despoblado de la ciudad -hacia fines de 1961- y que luego este grupo de pioneros logró constituirse en vecinal desde el 4 de agosto de 1962. Junto a sus esposas e hijos, se encargaron de plantar los mojones de cada predio, de cavar zanjas para realizar los tendidos de agua y gas. Incluso ayudaron también en la colocación de los 180 postes para ofrecer energía eléctrica a los primeros pobladores. Después de formalizar aquella primera comisión barrial, llegó la conformación del Centro Tradicionalista, que luego se llamó Martín Fierro. La ceremonia se concretó con una primera jineteada con sólo cuatro caballos del pisadero Muñiz. Se consiguió la instalación de juegos infantiles que aún están en el barrio y que fueron recuperados del Campamento Escalante. La delimitación del predio para la escuela que finalmente se inauguró en diciembre de 1984 y comenzó sus clases en marzo del 1985.
Hoy se convirtió en uno de los primeros centros tradicionalistas de Comodoro y de la región.

## Población
Contó con 1,241 habitantes (Indec, 2001), integra el aglomerado urbano Comodoro Rivadavia - Rada Tilly, en ese censo también se registraron 360 hogares en esa ocasión. En su crecimiento dejó bajo su órbita al barrio Gas del Estado (Comodoro Rivadavia), quedando confundidas para la municipalidad sus poblaciones y entidades a favor de Ciudadela. La referencia citada muestra solo al barrio Ciudadela con una población de 1.451, sumando así la de Gas del Estado (210 habitantes).

## Urbanismo

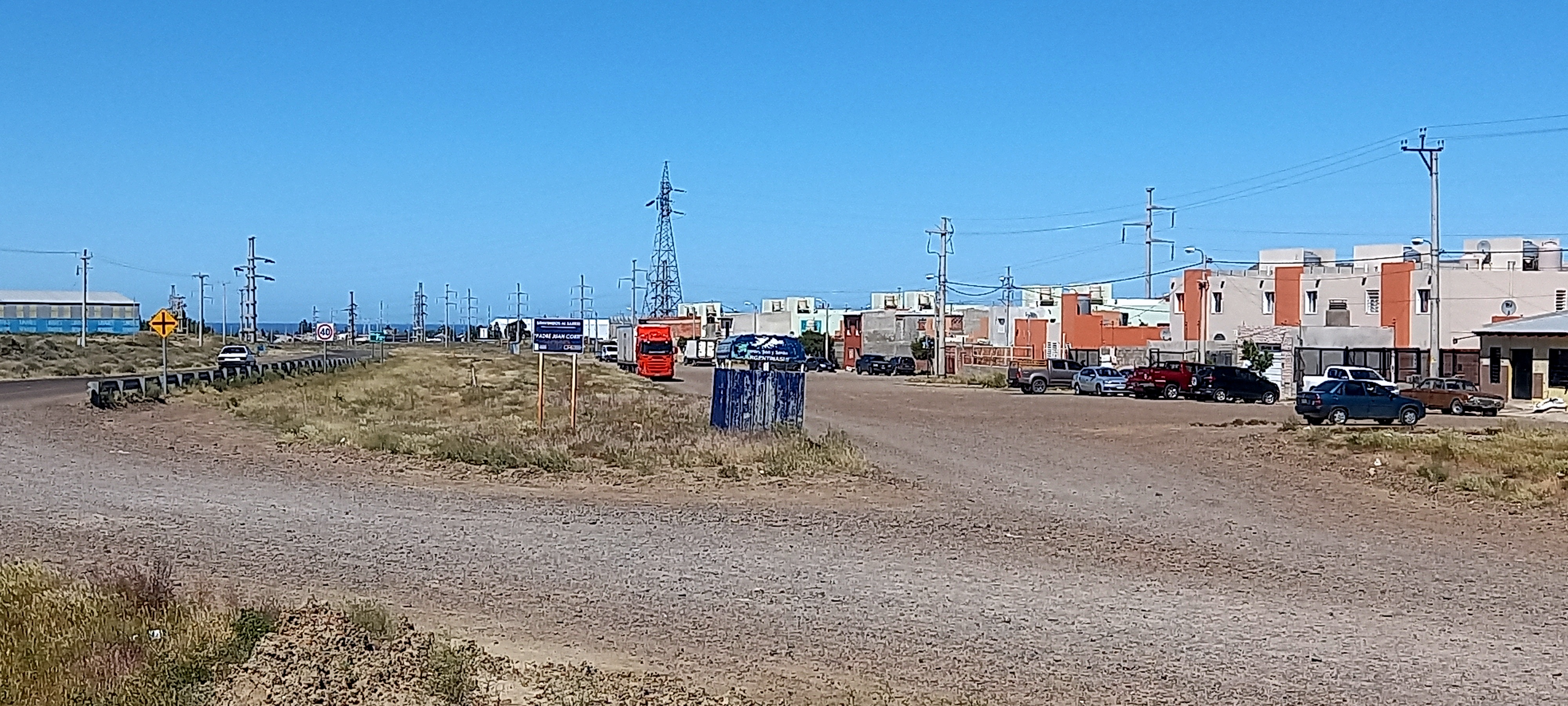
El joven barrio Corte hoy el sector más nuevo de Ciudadela.

El barrio está enmarcado por dos importantes rutas: La ruta Nacional 3 se convierte en el límite este que separa de forma marcada de Próspero Palazzo.  Además, es atravesado a lo largo por la ruta provincial 39. Esta ruta produce la división en dos de todo el barrio en su paso hacia el oeste rumbo a la distante Diadema Argentina. Esta ruta fue esencial durante la crisis generada por el derrumbe del talud del cerro Chenque. El siniestro ocurrió en 2023 y afectó severamente a la ruta Nacional 3 a la altura del barrio Centro. Gracias a la ruta provincial parte de los automovilista pudieron esquivar la zona afectada.
Por otro lado, el barrio era paso del Ferrocarril Comodoro Rivadavia a Colonia Sarmiento. Sus vías corrían paralelas a la ruta provincial 39 y disponía de las paradas Gasoducto y Apeadero Bombas Diadema. Aun hoy se puede ver rastros ferroviarios como vías y parte del terraplén del ferrocarril cerrado en 1978.
En cuanto al poblamiento del barrio se realiza rumbo a Diadema. El emprendimiento urbano ocupa la franja de 15 kilómetros que separa ambos barrios. En 2019 Ciudadela vio convertirse a un sector en el barrio Padre Juan Corti; el cual aun sigue en expansión sobre el descampado.
Actualmente, el sector de expansión de Ciudadela es denominado Megaloteo Km 12 y afronta problemas con la instalación, distribución de servicios esenciales y problemas de ocupaciones ilegales.
Por último, la expansión del barrio hacia el sur, rumbo barrio Rodríguez Peña, se ve claramente imposibilitada. Esto se debe a que en los alrededores aun existen pozos petroleros en explotación y que generan inconvenientes con la urbanización por su proximidad.

## Infraestructura comunitaria
- Centros de Salud

- - Centro de Atención Primaria Bo. Ciudadela

Los Andes esq. Pucará y Fitz Roy
- Asociación Vecinal
  - Asociación Vecinal Barrio Ciudadela

Pico Salamanca y Catedral
- Sistema Educativo
  - Jardín de Infantes N.º 408
  - Escuela N.º 161 "José Hernández "

Constitución y Los Andes
- - Escuela N.º 799

Constitución y Los Andes
- - Instituto Superior de Educación Tecnológica (CEReT) N.º 812 "Ing. Miguel S."

Constitución y Los Andes

## Galería

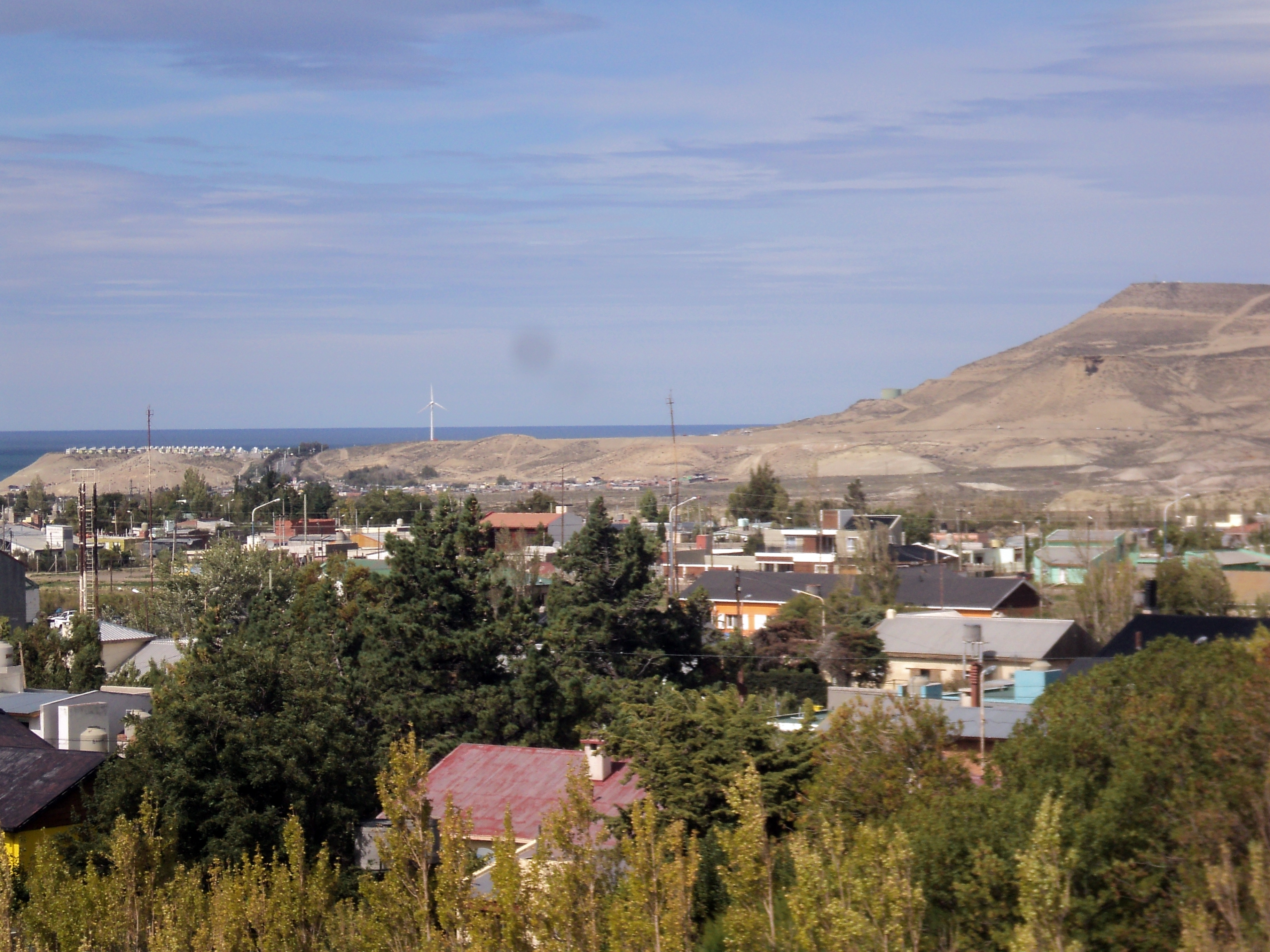
Vista de Gas del Estado y de fondo Ciudadela.
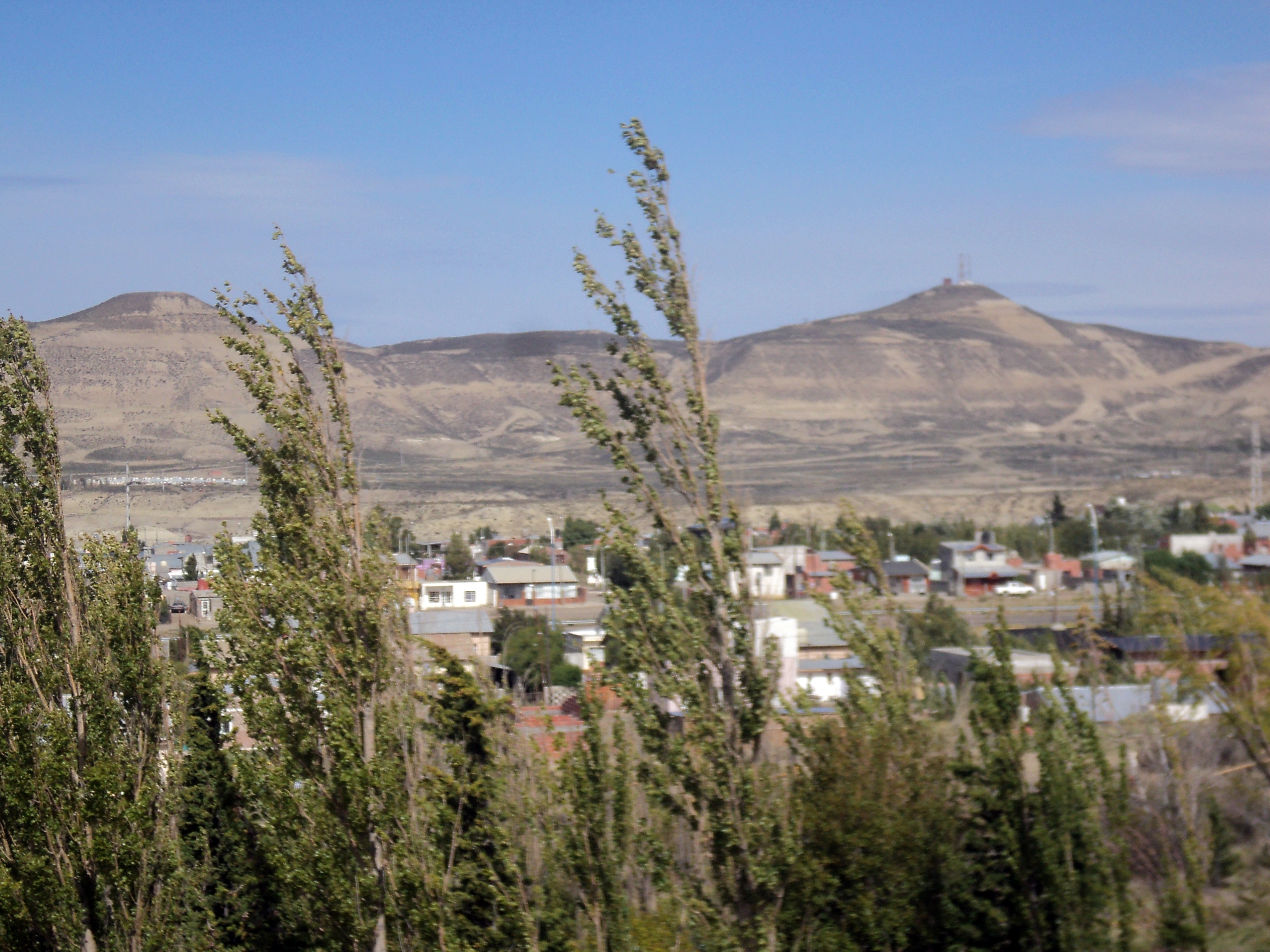
El barrio Gas del Estado desde lo alto y de fondo Ciudadela.